# Takumi Takahashi
Takumi Takahashi (高橋巧?, Takahashi Takumi; Saitama, 26 novembre 1989) è un pilota motociclistico giapponese.

## Carriera
Takahashi fa il suo esordio mondiale nel 2005 prendendo parte, in qualità di pilota sostitutivo, al Gran Premio del Giappone in classe 125 con una Honda RS 125 R. Chiude la gara al venticinquesimo posto. Nelle tre stagioni successive disputa il GP del Giappone nella classe 250 del motomondiale, in qualità di wild card, senza ottenere punti. Parallelamente a queste apparizioni nel motomondiale, partecipa al All Japan Road Race Championship di cui è campione nella classe 250 nel 2008, e alla 8 Ore di Suzuka che vince per tre volte col team Musashi RT HARC-PRO. in sella alla Honda CBR1000RR: nel 2010 in squadra con Ryūichi Kiyonari e Takaaki Nakagami, nelle edizioni 2013 e 2014 con Leon Haslam e Michael van der Mark.
Nel 2015 partecipa, in qualità di wild card, al Gran Premio del Giappone della MotoGP in sella ad una Honda RC213V del team HRC with Nissin conquistando i suoi primi punti mondiali grazie al dodicesimo posto in gara. Nel 2017, oltre a vincere il campionato giapponese - classe JSB1000, partecipa ai Gran Premi di Portimão e Jerez nel mondiale Superbike con il team Red Bull Honda in sostituzione di Nicky Hayden. Conquista otto punti ed il ventinovesimo posto in classifica mondiale. Torna nel mondiale Superbike nel 2019 per sostituire, in occasione del Gran Premio del Portogallo, l'infortunato Leon Camier conquistando un punto. Nel 2020 è pilota titolare nel mondiale Superbike in sella alla Honda CBR1000RR-R della compagine MIE Racing Althea Honda con cui partecipa anche al Trofeo Indipendenti. Termina la stagione al ventiduesimo posto in classifica mondiale e dodicesimo tra gli indipendenti.
Nel 2023 è chiamato a sostituire, in occasione del Gran Premio di Misano, l'infortunato Álex Rins in MotoGP per il Team LCR non riuscendo a qualificarsi.

## Risultati in gara

### Motomondiale
| 2005 | Classe | Moto  |  |  |  |  |  |  |  |    |  |  |  |    |  |  |  |  |  |  |  |  | Punti | Pos. |
| ---- | ------ | ----- |  |  |  |  |  |  |  | -- |  |  |  | -- |  |  |  |  |  |  |  |  | ----- | ---- |
| 2005 | 125    | Honda |  |  |  |  |  |  |  | NE |  |  |  | 25 |  |  |  |  |  |  |  |  | 0     |      |

| 2006 | Classe | Moto  |  |  |  |  |  |  |  |  |  |  |    |  |  |  |    |  |  |  |  |  | Punti | Pos. |
| ---- | ------ | ----- |  |  |  |  |  |  |  |  |  |  | -- |  |  |  | -- |  |  |  |  |  | ----- | ---- |
| 2006 | 250    | Honda |  |  |  |  |  |  |  |  |  |  | NE |  |  |  | 23 |  |  |  |  |  | 0     |      |

| 2007 | Classe | Moto  |  |  |  |  |  |  |  |  |  |  |    |  |  |  |     |  |  |  |  |  | Punti | Pos. |
| ---- | ------ | ----- |  |  |  |  |  |  |  |  |  |  | -- |  |  |  | --- |  |  |  |  |  | ----- | ---- |
| 2007 | 250    | Honda |  |  |  |  |  |  |  |  |  |  | NE |  |  |  | Rit |  |  |  |  |  | 0     |      |

| 2008 | Classe | Moto  |  |  |  |  |  |  |  |  |  |  |    |  |  |  |    |  |  |  |  |  | Punti | Pos. |
| ---- | ------ | ----- |  |  |  |  |  |  |  |  |  |  | -- |  |  |  | -- |  |  |  |  |  | ----- | ---- |
| 2008 | 250    | Honda |  |  |  |  |  |  |  |  |  |  | NE |  |  |  | 17 |  |  |  |  |  | 0     |      |

| 2015 | Classe | Moto  |  |  |  |  |  |  |  |  |  |  |  |  |  |  |    |  |  |  |  |  | Punti | Pos. |
| ---- | ------ | ----- |  |  |  |  |  |  |  |  |  |  |  |  |  |  | -- |  |  |  |  |  | ----- | ---- |
| 2015 | MotoGP | Honda |  |  |  |  |  |  |  |  |  |  |  |  |  |  | 12 |  |  |  |  |  | 4     | 26º  |

| 2023 | Classe | Moto  |  |  |  |  |  |  |  |  |  |  |  |    |  |  |  |  |  |  |  |  | Punti | Pos. |
| ---- | ------ | ----- |  |  |  |  |  |  |  |  |  |  |  | -- |  |  |  |  |  |  |  |  | ----- | ---- |
| 2023 | MotoGP | Honda |  |  |  |  |  |  |  |  |  |  |  | NQ |  |  |  |  |  |  |  |  | 0     |      |

| Legenda | 1º posto        | 2º posto            | 3º posto            | A punti      | Senza punti        | Grassetto – Pole position Corsivo – Giro più veloce |
| Legenda | Gara non valida | Non qual./Non part. | Ritirato/Non class. | Squalificato | '-' Dato non disp. | Grassetto – Pole position Corsivo – Giro più veloce |

### Campionato mondiale Superbike
| 2017 | Moto  |  |  |  |  |  |  |  |  |  |  |  |  |  |  |  |  |  |  |    |    |  |  |    |    |  |  |  |  | Punti | Pos. |
| ---- | ----- |  |  |  |  |  |  |  |  |  |  |  |  |  |  |  |  |  |  | -- | -- |  |  | -- | -- |  |  |  |  | ----- | ---- |
| 2017 | Honda |  |  |  |  |  |  |  |  |  |  |  |  |  |  |  |  |  |  | 15 | 10 |  |  | 16 | 15 |  |  |  |  | 8     | 29º  |

| 2019 | Moto  |  |  |  |  |  |  |  |  |  |  |  |  |  |  |  |  |  |  |  |  |  |  |  |  |  |  |  |    |    |    |  |  |  |  |  |  |  |  |  |  |  |  | Punti | Pos. |
| ---- | ----- |  |  |  |  |  |  |  |  |  |  |  |  |  |  |  |  |  |  |  |  |  |  |  |  |  |  |  | -- | -- | -- |  |  |  |  |  |  |  |  |  |  |  |  | ----- | ---- |
| 2019 | Honda |  |  |  |  |  |  |  |  |  |  |  |  |  |  |  |  |  |  |  |  |  |  |  |  |  |  |  | 15 | 17 | 17 |  |  |  |  |  |  |  |  |  |  |  |  | 1     | 28º  |

| 2020 | Moto  |     |    |     |    |    |     |    |    |    |    |    |    |    |    |    |    |    |    |    |    |    |    |    |    |  |  |  |  |  |  |  |  |  |  |  |  |  |  |  |  |  |  | Punti | Pos. |
| ---- | ----- | --- | -- | --- | -- | -- | --- | -- | -- | -- | -- | -- | -- | -- | -- | -- | -- | -- | -- | -- | -- | -- | -- | -- | -- |  |  |  |  |  |  |  |  |  |  |  |  |  |  |  |  |  |  | ----- | ---- |
| 2020 | Honda | Rit | 15 | Rit | 18 | 22 | Rit | 19 | 19 | 18 | 15 | 20 | 18 | 15 | 21 | 16 | 19 | 16 | 14 | 17 | 19 | 18 | 14 | 17 | 17 |  |  |  |  |  |  |  |  |  |  |  |  |  |  |  |  |  |  | 6     | 22º  |

| Legenda | 1º posto        | 2º posto            | 3º posto           | A punti      | Senza punti        | Grassetto – Pole position Corsivo – Giro più veloce |
| Legenda | Gara non valida | Non qual./Non part. | Ritirato/Non class | Squalificato | '-' Dato non disp. | Grassetto – Pole position Corsivo – Giro più veloce |